# Fiorano Modenese

Fiorano Modenese (Fiurân en dialecte modenese) est une commune de la province de Modène, dans la région Émilie-Romagne, en Italie.

## Géographie
Située dans la plaine du Pô à une altitude variant de 95 à 397 mètres d’altitude, Fiorano Modenese est une commune à 15 km au sud de Modène, qui fait confins avec la province de Reggio d'Emilie, la commune de Sassuolo (3 km à l’ouest) et la commune de Maranello (4 km à l’est), sur la route SS467.
Le centre est enfermé entre les communes limitrophes du Comprensorio Ceramico (zone dédiée de la céramique) dont il fait partie avec Sassuolo, Formigine et Maranello, tous reliés à la via Emilia, à l’autoroute A1 et à Modène via une route à grande circulation.

Les grandes villes voisines sont :
- Bologne 42 km ;
- Milan 165 km ;
- Florence 92 km ;
- Padoue 128 km.

## Histoire
Le toponyme Fiorano : du latin Florianus dérivé du nom propre Flurus ou Florius +anus = Florianus (= jardin de), nom qui dérive de Flora (Flora déesse du printemps d’où Floris = Fleur).

La période la plus antique de ce territoire est documentée par la découverte, dans les années 1940, en la localité de Fornaci Carani d’un important établissement du Néolithique, le plus antique d’Émilie centrale qui a donné essor à la culture de Fiorano, une culture caractérisée par de typiques conteneurs en céramique : grandes jarres, fiasques, assiettes et tasses décorées. Le territoire, occupé par des ateliers de l’ère étrusque, eut sa population maximale à l’ère romaine avec des implantations productives, fours de cuisson des terres cuites et des céramiques et établissements implantés sur les pré-collines entre Fiorano, Spezzano et Nirano.

Une nécropole lombarde du VIe siècle, découverte dans la carrière de Fornace Ape,, qui contenait une intéressante tombe féminine (exposée aujourd’hui au musée de la céramique de Fiorano au château de Spezzano).
 
En 916, grâce à la l’abbesse Berta di S.Sisto et à Gottofredo, évêque de Modène, un château fut construit sur le plus haut plateau de Fiorano. Cette fortification munie d’une tour centrale et ceinte de hauts murs, était appelée le Sasso (le caillou) et où fut construite l’église S.Giovanni Battista en 1030.
 
Le château fut donné aux Pio de Savoie qui le vendirent au Della Rosa de Sassuolo, puis fut successivement la possession des Bonacolsi, des Visconti, des Este, pour retourner aux Pio, quand, en 1510 à cause de la guerre contre le pape, la décision de son autodestruction fut prise.

En 1558, Fiorano fut incendié par les troupes espagnoles.

En 1860, Fiorano, anciennement sous Sassuolo, redevient de nouveau une commune.

## Monuments et lieux d’intérêt
- le Castello di Spezzano, château qui héberge le musée de la céramique de Fiorano et la réserve communale du vinaigre balsamique.
- l’église de San Giovanni Battista.
- le sanctuaire de la Beata Vergine del Castello.
- la tombe du patriote italien Ciro Menotti.
- la Réserve naturelle de boue éruptive de Nirano.

## Fêtes et évènements
- Le sacre de la commune : le 8 septembre,
- le foire de San Rocco le 6 août à Spezzano.

## Personnalités liées à Fiorano Modenese
- Paolo Monelli, journaliste et écrivain.

## Administration
| Période                                  | Période  | Identité        | Étiquette       | Qualité |
| ---------------------------------------- | -------- | --------------- | --------------- | ------- |
| 16 juin 2004                             | En cours | Claudio Pistoni | Centro-Sinistra |         |
| Les données manquantes sont à compléter. |          |                 |                 |         |

### Hameaux
Spezzano, Nirano.

### Communes limitrophes
Formigine, Maranello, Sassuolo, Serramazzoni (13 km).

## Population

### Évolution de la population en janvier de chaque année
| 1861  | 1901  | 1921  | 1951  | 1961  | 1971   | 1981   | 1991   | 2001   |
| ----- | ----- | ----- | ----- | ----- | ------ | ------ | ------ | ------ |
| 2 962 | 3 529 | 4 449 | 5 256 | 5 570 | 10 261 | 14 745 | 15 644 | 16 137 |

| 2011   | - | - | - | - | - | - | - | - |
| ------ | - | - | - | - | - | - | - | - |
| 17 121 | - | - | - | - | - | - | - | - |

### Ethnies et minorités étrangères
Selon les données de l’Institut national de statistique (ISTAT) au 1er janvier 2011, la population étrangère résidente et déclarée était de 1 382 personnes, soit 8,1 % de la population.
Les nationalités majoritairement représentatives étaient :
| Pos. | Pays     | Population |
| ---- | -------- | ---------- |
| 1    | Maroc    | 441        |
| 2    | Albanie  | 230        |
| 3    | Ghana    | 192        |
| 4    | Roumanie | 80         |
| 5    | Tunisie  | 56         |
| 6    | Ukraine  | 49         |
| 7    | Chine    | 43         |
| 8    | Moldavie | 33         |

## Jumelages
- Onda (Espagne).

## Économie
- Cœur du département du carrelage avec ses 10 zones industrielles dédiées à sa fabrication.
- Le territoire de la commune héberge le Circuit de Fiorano, piste d’essai privée de la Ferrari (entreprise).

En 2012, la commune compte 766 activités industrielles, soit 81 % de l’activité totale.  